# نیکی کای
نیکولا لورا کای (انگلیسی: Nikki Kaye؛ زادهٔ ۱۱ فوریهٔ ۱۹۸۰ - درگذشته ۲۳ نوامبر ۲۰۲۴) سیاستمدار اهل نیوزیلند بود که از ۲۲ مه ۲۰۲۰ تا ۱۴ ژوئیه ۲۰۲۰ به عنوان معاون رهبر حزب ملی نیوزیلند و معاون رهبر مخالفان خدمت کرد.

## درگذشت
کای در ۲۳ نوامبر ۲۰۲۴ در سن ۴۴ سالگی بر اثر سرطان سینه درگذشت.